# Thelymitra variegata
Thelymitra variegata är en orkidéart som först beskrevs av John Lindley, och fick sitt nu gällande namn av Philipp Jakob Müller. Thelymitra variegata ingår i släktet Thelymitra och familjen orkidéer. Inga underarter finns listade i Catalogue of Life.